# Monedas de dólar estadounidense
Las monedas del dólar de Estados Unidos (aparte de las del anterior divisa continental) fueron acuñadas por primera vez en 1792. Se producen nuevas monedas anualmente y constituyen un aspecto significativo del sistema monetario de los Estados Unidos. Las monedas en circulación existen en denominaciones de 1¢ (es decir, 1 centavo o $0.01), 5¢, 10¢, 25¢, 50¢ y $1.00. También se acuñan monedas bullion, incluyendo oro, plata y platino, y monedas conmemorativas. Todas estas son producidas por la Casa de Moneda de los Estados Unidos. Las monedas se venden luego a los Bancos de la Reserva Federal, que a su vez las ponen en circulación y las retiran según las demandas de la economía de Estados Unidos.

## Monedas actuales
Cuatro casas de la moneda (también llamadas cecas) operan actualmente en Estados Unidos, produciendo miles de millones de monedas cada año. La ceca principal es la Casa de Moneda de Filadelfia, que produce monedas en circulación, juegos de monedas y monedas conmemorativas. La Casa de Moneda de Denver también produce monedas en circulación, juegos de monedas y conmemorativas. La Casa de Moneda de San Francisco produce monedas de prueba regulares y de plata, y fabricó monedas en circulación hasta la década de 1970. La Casa de Moneda de West Point produce monedas de bullion (incluyendo pruebas). Filadelfia y Denver producen las acuñaciones usadas en todas las cecas. Los juegos de prueba y de acuñación se fabrican cada año y contienen ejemplos de todas las monedas en circulación del año.
La ceca productora de cada moneda puede identificarse fácilmente, ya que la mayoría lleva una marca de ceca. La letra identificativa de la ceca se encuentra en el anverso de la mayoría de las monedas, a menudo cerca del año. Las monedas sin marca son emitidas por la ceca de Philadelphia. Entre las monedas marcadas, las de Philadelphia llevan una letra P. Las de Denver llevan una D, las de San Francisco una S, y las de West Point una W. Las monedas S y W rara vez se encuentran en circulación general, aunque las monedas S con fechas anteriores a mediados de la década de 1970 están en circulación. Las marcas CC, O, C y D se usaron en monedas de oro y plata en varios períodos desde mediados del siglo XIX hasta principios del siglo XX por cecas temporales en Carson City, Nevada; New Orleans, Luisiana; Charlotte, Carolina del Norte; y Dahlonega, Georgia. La mayoría de estas monedas que aún existen están ahora en manos de coleccionistas y museos.

### Monedas en circulación
| Valor | Imagen                                                       | Imagen                                                                  | Especificaciones     | Especificaciones    | Especificaciones                                     | Especificaciones                                                                                   | Descripción           | Descripción                                | Descripción                                                                    | Acuñada                                             | Uso                            | Nombre común                                                                    |
| Valor | Anverso                                                      | Reverso                                                                 | Diámetro             | Grosor              | Peso                                                 | Composición                                                                                        | Borde                 | Anverso                                    | Reverso                                                                        | Acuñada                                             | Uso                            | Nombre común                                                                    |
| --- | ------------------------------------------------------------ | ----------------------------------------------------------------------- | -------------------- | ------------------- | ---------------------------------------------------- | -------------------------------------------------------------------------------------------------- | --------------------- | ------------------------------------------ | ------------------------------------------------------------------------------ | --------------------------------------------------- | ------------------------------ | ------------------------------------------------------------------------------- |
| 1¢ |                                                              |                                                                         | 19,05 mm (0,75 plg)  | 1,52 mm (0,06 plg)  | 1909–1942 3.11 g (48.0 gr)                           | Cobre 95% Estaño/Zinc 5%                                                                           | Liso                  | Abraham Lincoln                            | Trigo                                                                          | 1909–1958                                           | amplio2                        | Centavo de trigo, penique de trigo, wheatie (Wheat cent, wheat penny, wheatie)  |
| 1¢ | 1943: ?                                                      | Acero/Zinc1                                                             | 19,05 mm (0,75 plg)  | 1,52 mm (0,06 plg)  | Raro2                                                | | Liso                  | Abraham Lincoln                            | Trigo                                                                          | 1909–1958                                           |                                | Centavo de trigo, penique de trigo, wheatie (Wheat cent, wheat penny, wheatie)  |
| 1¢ | 1944–1946: ?                                                 | Composición de latón reciclado1                                         | 19,05 mm (0,75 plg)  | 1,52 mm (0,06 plg)  | Amplio2                                              | | Liso                  | Abraham Lincoln                            | Trigo                                                                          | 1909–1958                                           |                                | Centavo de trigo, penique de trigo, wheatie (Wheat cent, wheat penny, wheatie)  |
| 1¢ | 1947–1982 3.11 g (48.0 gr)                                   | Cobre 95% Estaño/Zinc 5%                                                | 19,05 mm (0,75 plg)  | 1,52 mm (0,06 plg)  | Amplio2                                              | | Liso                  | Abraham Lincoln                            | Trigo                                                                          | 1909–1958                                           |                                | Centavo de trigo, penique de trigo, wheatie (Wheat cent, wheat penny, wheatie)  |
| 1¢ | 1947–1982 3.11 g (48.0 gr)                                   | Cobre 95% Estaño/Zinc 5%                                                | 19,05 mm (0,75 plg)  | 1,52 mm (0,06 plg)  |                                                      | Monumento a Lincoln                                                                                | Liso                  | Abraham Lincoln                            | 1959–2008                                                                      | Amplio                                              | Centavo, penique (Cent, penny) |                                                                                 |
| 1¢ | 1982–presente 2.50 g (38 gr)                                 | Núcleo: Zinc 97.5% Revestimiento: Cobre 2.5%1                           | 19,05 mm (0,75 plg)  | 1,52 mm (0,06 plg)  |                                                      | Monumento a Lincoln                                                                                | Liso                  | Abraham Lincoln                            | 1959–2008                                                                      | Amplio                                              | Centavo, penique (Cent, penny) |                                                                                 |
| 1¢ | 1982–presente 2.50 g (38 gr)                                 | Núcleo: Zinc 97.5% Revestimiento: Cobre 2.5%1                           | 19,05 mm (0,75 plg)  | 1,52 mm (0,06 plg)  | Véase: centavo por el Bicentenario de Lincoln (2009) | Diseños por el Bicentenario de Lincoln                                                             | Liso                  | Abraham Lincoln                            | 2009                                                                           | Amplio                                              | Centavo, penique (Cent, penny) |                                                                                 |
| 1¢ | 1982–presente 2.50 g (38 gr)                                 | Núcleo: Zinc 97.5% Revestimiento: Cobre 2.5%1                           | 19,05 mm (0,75 plg)  | 1,52 mm (0,06 plg)  |                                                      | Escudo de la Unión                                                                                 | Liso                  | Abraham Lincoln                            | 2010–presente                                                                  | Amplio                                              | Centavo, penique (Cent, penny) |                                                                                 |
| 5¢ |                                                              |                                                                         | 21,21 mm (0,835 plg) | 1,95 mm (0,077 plg) | 5.000 g (77.16 gr)                                   | Cobre 75% Níquel 25%3                                                                              | Liso                  | Thomas Jefferson (perfil)                  | Monticello                                                                     | 1938–2003                                           | Amplio                         | Níquel (nickel)                                                                 |
| 5¢ |                                                              | Níquel de Westward Journey                                              | 21,21 mm (0,835 plg) | 1,95 mm (0,077 plg) | 5.000 g (77.16 gr)                                   | Cobre 75% Níquel 25%3                                                                              | Liso                  | Diseños del Bicentenario por Lewis & Clark | Diseños del Bicentenario por Lewis & Clark                                     | 2004–2005                                           | Amplio                         | Níquel (nickel)                                                                 |
| 5¢ | Archivo:US Nickel Obverse.jpeg                               |                                                                         | 21,21 mm (0,835 plg) | 1,95 mm (0,077 plg) | 5.000 g (77.16 gr)                                   | Cobre 75% Níquel 25%3                                                                              | Liso                  | Thomas Jefferson (retrato)                 | Monticello                                                                     | 2006–presente                                       | Amplio                         | Níquel (nickel)                                                                 |
| 10¢ |                                                              |                                                                         | 17,91 mm (0,705 plg) | 1,35 mm (0,053 plg) | 2.268 g (35.00 gr)                                   | Núcleo: Cobre 100% Revestimiento: Cobre 75% Níquel 25% Total: Cobre 91.67% Níquel 8.33%4           | 118 ranuras           | Franklin D. Roosevelt                      | Antorcha, rama de roble, rama de olivo                                         | 1946–presente                                       | Amplio                         | Dime (diez centavos)                                                            |
| 25¢ |                                                              |                                                                         | 24,26 mm (0,955 plg) | 1,75 mm (0,069 plg) | 5.670 g (87.50 gr)                                   | Núcleo: Cobre 100% Revestimiento: Cobre 75% Níquel 25% Total: Cobre 91.67% Níquel 8.33%4           | 119 ranuras           | George Washington                          | Águila americana                                                               | 1932–1974, 1977–19985                               | Amplio                         | Cuarto, cuarto de dólar (quarter, quarter dollar)                               |
| 25¢ |                                                              | Tamborilero militar colonial del Bicentenario                           | 24,26 mm (0,955 plg) | 1,75 mm (0,069 plg) | 5.670 g (87.50 gr)                                   | Núcleo: Cobre 100% Revestimiento: Cobre 75% Níquel 25% Total: Cobre 91.67% Níquel 8.33%4           | 119 ranuras           | George Washington                          | (1975) 19765                                                                   |                                                     | Amplio                         | Cuarto, cuarto de dólar (quarter, quarter dollar)                               |
| 25¢ |                                                              | Washington cruzando el Delaware                                         | 24,26 mm (0,955 plg) | 1,75 mm (0,069 plg) | 5.670 g (87.50 gr)                                   | Núcleo: Cobre 100% Revestimiento: Cobre 75% Níquel 25% Total: Cobre 91.67% Níquel 8.33%4           | 119 ranuras           | George Washington                          | 2021                                                                           |                                                     | Amplio                         | Cuarto, cuarto de dólar (quarter, quarter dollar)                               |
| 25¢ |                                                              | Véase: Cuartos de dólar de los 50 estados                               | 24,26 mm (0,955 plg) | 1,75 mm (0,069 plg) | 5.670 g (87.50 gr)                                   | Núcleo: Cobre 100% Revestimiento: Cobre 75% Níquel 25% Total: Cobre 91.67% Níquel 8.33%4           | 119 ranuras           | George Washington                          | Serie de cuartos de dólar estatales]]                                          | 1999–2008                                           | Amplio                         | Cuarto, cuarto de dólar (quarter, quarter dollar)                               |
| 25¢ | Véase: Cuartos de dólar de Columbia y Territorios de EE. UU. | Cuartos de dólar de Columbia y de los Territorios de los Estados Unidos | 24,26 mm (0,955 plg) | 1,75 mm (0,069 plg) | 5.670 g (87.50 gr)                                   | Núcleo: Cobre 100% Revestimiento: Cobre 75% Níquel 25% Total: Cobre 91.67% Níquel 8.33%4           | 119 ranuras           | George Washington                          | 2009                                                                           |                                                     | Amplio                         | Cuarto, cuarto de dólar (quarter, quarter dollar)                               |
| 25¢ |                                                              | Véase: Cuartos de dólar de los Parques Nacionales                       | 24,26 mm (0,955 plg) | 1,75 mm (0,069 plg) | 5.670 g (87.50 gr)                                   | Núcleo: Cobre 100% Revestimiento: Cobre 75% Níquel 25% Total: Cobre 91.67% Níquel 8.33%4           | 119 ranuras           | George Washington                          | Cuartos de dólar de los Parques Nacionales                                     | 2010–2021                                           | Amplio                         | Cuarto, cuarto de dólar (quarter, quarter dollar)                               |
| 25¢ | Archivo:2022 Washington quarter obverse.jpeg                 | Véase: American Women quarters                                          | 24,26 mm (0,955 plg) | 1,75 mm (0,069 plg) | 5.670 g (87.50 gr)                                   | Núcleo: Cobre 100% Revestimiento: Cobre 75% Níquel 25% Total: Cobre 91.67% Níquel 8.33%4           | 119 ranuras           | George Washington                          | American Women quarters                                                        | 2022–2025                                           | Amplio                         | Cuarto, cuarto de dólar (quarter, quarter dollar)                               |
| 50¢ |                                                              |                                                                         | 30,61 mm (1,205 plg) | 2,15 mm (0,085 plg) | 11.34 g (175.0 gr)                                   | Núcleo: Cobre 100% Revestimiento: Cobre 75% Níquel 25% Total: Cobre 91.67% Níquel 8.33%4           | 150 ranuras           | John F. Kennedy                            | Sello del presidente de los Estados Unidos rodeado por 50 estrellas            | 1964–1974, 1977–presente5                           | Limitado6                      | Medio, medio dólar, 50 centavos (half, half dollar, 50-cent piece)              |
| 50¢ |                                                              | Independence Hall                                                       | 30,61 mm (1,205 plg) | 2,15 mm (0,085 plg) | 11.34 g (175.0 gr)                                   | Núcleo: Cobre 100% Revestimiento: Cobre 75% Níquel 25% Total: Cobre 91.67% Níquel 8.33%4           | 150 ranuras           | John F. Kennedy                            | (1975) 19765                                                                   |                                                     | Limitado6                      | Medio, medio dólar, 50 centavos (half, half dollar, 50-cent piece)              |
| $1 |                                                              |                                                                         | 38,1 mm (1,5 plg)    | 2,58 mm (0,102 plg) | 22.68 g (0.8 oz) (350 gr)                            | Núcleo: Cobre 100% Revestimiento: Cobre 75% Níquel 25% Total: Cobre 91.67% Níquel 8.33%4           | Con ranuras           | Dwight D. Eisenhower                       | Insignia de la misión Apolo 11                                                 | 1971–1974, 1977–1978                                | Limitado                       | Gran dólar, dólar Ike, dólar plateado (Large dollar, Ike dollar, silver dollar) |
| $1 |                                                              | Campana de la Libertad superpuesta en la Luna                           | 38,1 mm (1,5 plg)    | 2,58 mm (0,102 plg) | 22.68 g (0.8 oz) (350 gr)                            | Núcleo: Cobre 100% Revestimiento: Cobre 75% Níquel 25% Total: Cobre 91.67% Níquel 8.33%4           | Con ranuras           | Dwight D. Eisenhower                       | 1975–1976                                                                      |                                                     | Limitado                       | Gran dólar, dólar Ike, dólar plateado (Large dollar, Ike dollar, silver dollar) |
| $1 |                                                              |                                                                         | 26,5 mm (1,043 plg)  | 2 mm (0,079 plg)    | 8.10 g (125 gr)                                      | | Con ranuras           | Susan B. Anthony                           | Insignia de la misión Apolo 11                                                 | 1979–1981, 19998                                    | Limitado                       | SBA, Suzie B., Anthony, silver dollar                                           |
| $1 | Archivo:Sacagawea dollar obverse.png                         |                                                                         | 26,49 mm (1,043 plg) | 2 mm (0,079 plg)    | 8.10 g (125 gr)                                      | Núcleo: 100% Cu Revestimiento: 77% Cu, 12% Zn, 7% Mn, 4% Ni Total: 88.5% Cu, 6% Zn, 3.5% Mn, 2% Ni | Liso                  | Sacajawea                                  | Águila americana en vuelo                                                      | 2000–2008                                           | Limitado7                      | dollar coin, gold(en) dollar, Sacagawea                                         |
| $1 | Archivo:Sacagawea dollar obverse.png                         | Véase: Dólar Sacagawea                                                  | 26,49 mm (1,043 plg) | 2 mm (0,079 plg)    | 8.10 g (125 gr)                                      | Núcleo: 100% Cu Revestimiento: 77% Cu, 12% Zn, 7% Mn, 4% Ni Total: 88.5% Cu, 6% Zn, 3.5% Mn, 2% Ni | Inscripciones incusas | Sacajawea                                  | Temas nativoamericanos                                                         | 2009–presente (dejó de circular después del 2012)   | Limitado7                      | dollar coin, gold(en) dollar, Sacagawea                                         |
| $1 | Véase: Dólares presidenciales7                               |                                                                         | 26,49 mm (1,043 plg) | 2 mm (0,079 plg)    | 8.10 g (125 gr)                                      | Núcleo: 100% Cu Revestimiento: 77% Cu, 12% Zn, 7% Mn, 4% Ni Total: 88.5% Cu, 6% Zn, 3.5% Mn, 2% Ni | Inscripciones incusas | Cada presidente fallecido                  | Estatua de la Libertad                                                         | 2007–2016, 2020 (dejó de circular después del 2012) | Limitado7                      | dollar coin, gold(en) dollar                                                    |
| $1 |                                                              | Véase: Dólares American Innovation9                                     | 26,49 mm (1,043 plg) | 2 mm (0,079 plg)    | 8.10 g (125 gr)                                      | Núcleo: 100% Cu Revestimiento: 77% Cu, 12% Zn, 7% Mn, 4% Ni Total: 88.5% Cu, 6% Zn, 3.5% Mn, 2% Ni | Inscripciones incusas | Estatua de la Libertad10                   | Diseños variados, en conmemoración a una innovación o innovador de cada estado | 2018–2032 (no está en circulación actualmente)      | Limitado7                      | dollar coin, gold(en) dollar                                                    |
| Estas imágenes están escaladas a 2,5 píxeles por milímetro. Para los estándares de la tabla, consulte la tabla de especificaciones de monedas. |                                                              |                                                                         |                      |                     |                                                      | |                       |                                            |                                                                                |                                                     |                                |                                                                                 |

#### Comentarios
1. El peso y composición del centavo cambió al núcleo actual de zinc revestido de cobre en 1982. Ambos tipos se acuñaron en 1982 sin marca distintiva. Los centavos acuñados en 1943 se golpearon en planchas de acero recubierto de zinc, dejando los bordes sin revestir, lo que causó que muchos se oxidaran. Estos «centavos de acero» no se encuentran fácilmente en circulación hoy, ya que fueron retirados intencionalmente para reciclar el metal y por coleccionistas. Sin embargo, los centavos de 1944 a 1946 se hicieron con casquillos de munición de la Segunda Guerra Mundial reciclados, creando una composición especial de latón para reemplazar los de acero, pero ahorrando material para el esfuerzo bélico, y son más comunes en circulación que sus contrapartes de 1943.
2. El centavo de trigo fue común y predominante en su tiempo. Algunas fechas son raras, pero muchas aún se encuentran en circulación. Esto se debe en parte a que, a diferencia de las denominaciones anteriormente de plata (dólar, medio dólar, cuarto y diez centavos), la composición del centavo anterior a 1982, casi puro cobre, no tiene un valor tan superior a su valor nominal como para ser acaparado al extremo como las denominaciones de plata.
3. Los níqueles producidos desde mediados de 1942 hasta 1945 se fabricaron con 56% de cobre, 35% de plata y 9% de manganeso. Esto permitió redirigir el níquel ahorrado a la producción industrial de suministros militares durante la Segunda Guerra Mundial. Pocos de estos se encuentran aún en circulación.
4. Antes de 1965 y la aprobación de la Ley de Acuñación de 1965, la composición de los diez centavos, cuartos, medios dólares y dólares era 90% plata y 10% cobre. El medio dólar continuó acuñándose en una composición revestida de 40% de plata entre 1965 y 1970. Los diez centavos y cuartos de antes de 1965 y los medios dólares de antes de 1971 generalmente no están en circulación debido a que fueron retirados por su contenido de plata. Algunas monedas conmemorativas modernas se han acuñado en las denominaciones de dólar de plata.
5. En 1975 y 1976 se acuñó la moneda del Bicentenario de EE. UU.. Independientemente de la fecha de acuñación, cada moneda lleva la doble fecha «1776-1976». Los cuartos, medios dólares y dólares se emitieron en la composición de cobre 91,67% y níquel 8,33% para circulación general y el gobierno emitió un juego de prueba de seis monedas. También se emitió un juego especial de tres monedas de 40% de plata por la United States Mint en versiones sin circular y de prueba.
6. El uso del medio dólar no es tan extendido como el de otras monedas en circulación general; la mayoría de los estadounidenses usan solo monedas de dólar, cuartos, diez centavos, níqueles y centavos, ya que son las únicas monedas que se encuentran comúnmente en circulación general. Cuando se encuentran, muchos medios dólares de 50¢ se acaparan rápidamente, se gastan o se llevan a los bancos. Como los bancos suelen tener grandes cantidades de medios dólares o están disponibles bajo pedido, a menudo son buscados por los «cazadores de monedas» para buscar monedas de plata, pruebas y monedas no destinadas a la circulación.
7. La serie de dólares presidenciales presenta retratos de todos los presidentes de EE. UU. fallecidos con cuatro diseños de monedas emitidos cada año en el orden de la fecha de inauguración del presidente. Estas monedas comenzaron a circular el 15 de febrero de 2007. Desde 2012, estas monedas se han acuñado solo para juegos de colección debido a un gran excedente.
8. La moneda de dólar Susan B. Anthony se acuñó de 1979 a 1981 y en 1999. La acuñación de 1999 fue en respuesta a la disminución de las reservas del Tesoro de dólares y la imposibilidad de acelerar la acuñación de los dólares Sacagawea por un año. Los dólares Anthony de 1981 a veces se encuentran en circulación provenientes de juegos de prueba que fueron abiertos, pero estas monedas no se acuñaron con la intención de que circularan.
9. Aunque las monedas de dólar no se han acuñado para circulación desde las series de Sacagawea y dólares presidenciales que terminaron en 2011, la serie continua de dólares nativoamericanos y la nueva serie de dólares de innovación estadounidense son consideradas monedas de circulación por la United States Mint.[8]
10. Desde 2019, cada moneda de dólar de American Innovation presenta una marca privada diferente, cambiada anualmente, ubicada justo debajo de «IN GOD WE TRUST» (EN DIOS CONFIAMOS).

### Monedas bullion
Las monedas bullion no circulantes se han producido cada año desde 1986. Se pueden encontrar en oro, plata, platino (desde 1997) y paladio (desde 2017). El valor nominal de estas monedas es legal como moneda de curso, pero no refleja realmente el valor del metal precioso que contienen. El 11 de mayo de 2011, Utah se convirtió en el primer estado en aceptar estas monedas como el valor del metal precioso en transacciones comunes. El tesorero del Estado de Utah asigna un valor numérico de metal precioso a estas monedas cada semana basado en los precios spot de los metales. Los tipos de monedas de lingotes incluyen «S» (San Francisco, 1986–1992), «P» (Philadelphia, 1993–2000) y «W» (West Point, Nueva York, 2001–presente).
| Metal | Tipo                                               | Valor nominal | Imágenes                                              | Imágenes                                              | Especificaciones     | Especificaciones         | Especificaciones    | Especificaciones |
| Metal | Tipo                                               | Valor nominal | Anverso                                               | Reverso                                               | Diámetro             | Pureza                   | Contenido           | Fechas           |
| --- | -------------------------------------------------- | ------------- | ----------------------------------------------------- | ----------------------------------------------------- | -------------------- | ------------------------ | ------------------- | ---------------- |
| Plata | Monedas bullion de plata de los Parques Nacionales | 25¢           | Véase: Cuartos de dólar de los Parques Nacionales     | Véase: Cuartos de dólar de los Parques Nacionales     | 76,2 mm (3 plg)      | 999                      | 5.00 ozt (155.52 g) | 2010–2021        |
| Plata | Águila de plata americana                          | $1            |                                                       |                                                       | 40,6 mm (1,598 plg)  | 999                      | 1.00 ozt (31.10 g)  | 1986–2021        |
| Plata | Águila de plata americana                          | $1            | 2021 – presente                                       |                                                       | 40,6 mm (1,598 plg)  | 999                      | 1.00 ozt (31.10 g)  |                  |
| Oro | Águila de oro americana                            | $5            |                                                       |                                                       | 16,5 mm (0,65 plg)   | 916 (22 quilates)        | 0.10 ozt (3.11 g)   | 1986–2021        |
| Oro | Águila de oro americana                            | $5            | 2021 – presente                                       |                                                       | 16,5 mm (0,65 plg)   | 916 (22 quilates)        | 0.10 ozt (3.11 g)   |                  |
| Oro | Águila de oro americana                            | $10           |                                                       |                                                       | 22 mm (0,866 plg)    | 916 (22 quilates)        | 0.25 ozt (7.78 g)   | 1986–2021        |
| Oro | Águila de oro americana                            | $10           | 2021 – presente                                       |                                                       | 22 mm (0,866 plg)    | 916 (22 quilates)        | 0.25 ozt (7.78 g)   |                  |
| Oro | Águila de oro americana                            | $25           |                                                       |                                                       | 27 mm (1,063 plg)    | 916 (22 quilates)        | 0.50 ozt (15.55 g)  | 1986–2021        |
| Oro | Águila de oro americana                            | $25           | 2021 – presente                                       |                                                       | 27 mm (1,063 plg)    | 916 (22 quilates)        | 0.50 ozt (15.55 g)  |                  |
| Oro | Águila de oro americana                            | $50           |                                                       |                                                       | 32,7 mm (1,287 plg)  | 916 (22 quilates)        | 1.00 ozt (31.10 g)  | 1986–2021        |
| Oro | Águila de oro americana                            | $50           | 2021 – presente                                       |                                                       | 32,7 mm (1,287 plg)  | 916 (22 quilates)        | 1.00 ozt (31.10 g)  |                  |
| Oro | Búfalo americano                                   | $5            |                                                       |                                                       | 16,5 mm (0,65 plg)   | 999,9 fino (24 quilates) | 0.10 ozt (3.11 g)   | 2008             |
| Oro | Búfalo americano                                   | $10           |                                                       |                                                       | 22 mm (0,866 plg)    | 999,9 fino (24 quilates) | 0.25 ozt (7.78 g)   | 2008             |
| Oro | Búfalo americano                                   | $25           |                                                       |                                                       | 27 mm (1,063 plg)    | 999,9 fino (24 quilates) | 0.50 ozt (15.55 g)  | 2008             |
| Oro | Búfalo americano                                   | $50           |                                                       |                                                       | 32,7 mm (1,287 plg)  | 999,9 fino (24 quilates) | 1.00 ozt (31.10 g)  | 2006 – presente  |
| Oro | Moneda de oro de alto relieve American Liberty     | $100          | Véase: Moneda de oro de alto relieve American Liberty | Véase: Moneda de oro de alto relieve American Liberty | 30,61 mm (1,205 plg) | 999,9 fino (24 quilates) | 1.00 ozt (31.10 g)  | 2015 – presente  |
| Platino | Águila de Platino                                  | $10           |                                                       |                                                       | 16,5 mm (0,65 plg)   | 999,5                    | 0.10 ozt (3.11 g)   | 1997–2008        |
| Platino | Águila de Platino                                  | $25           |                                                       |                                                       | 22 mm (0,866 plg)    | 999,5                    | 0.25 ozt (7.78 g)   | 1997–2008        |
| Platino | Águila de Platino                                  | $50           |                                                       |                                                       | 27 mm (1,063 plg)    | 999,5                    | 0.50 ozt (15.55 g)  | 1997–2008        |
| Platino | Águila de Platino                                  | $100          |                                                       |                                                       | 32,7 mm (1,287 plg)  | 999,5                    | 1.00 ozt (31.10 g)  | 1997 – presente  |
| Paladio | Águila de paladio americana                        | $25           |                                                       |                                                       | 32,7 mm (1,287 plg)  | 999,5                    | 1.00 ozt (31.10 g)  | 2017 – presente  |
| Estas imágenes están escaladas a 2,5 píxeles por milímetro. Para los estándares de la tabla, consulte la tabla de especificaciones de monedas. |                                                    |               |                                                       |                                                       |                      |                          |                     |                  |

### Monedas conmemorativas
Las monedas conmemorativas modernas se han acuñado desde 1982.
| Tipo                                 | Peso total | Diámetro             | Composición                 | Valor nominal | Contenido de metal precioso     |
| ------------------------------------ | ---------- | -------------------- | --------------------------- | ------------- | ------------------------------- |
| Medio dólar                          | 11.34 g    | 30,61 mm (1,205 plg) | Cu 92%, Ni 8%               | 50¢           | Ninguno                         |
| Medio dólar                          | 12.50 g    | 30,61 mm (1,205 plg) | Ag 90%, Cu 10%              | 50¢           | Plata 10.25374 g (~0.36169 ozt) |
| Dólar                                | 26.73 g    | 38,1 mm (1,5 plg)    | Ag 90%, Cu 10%              | $1            | Plata 24.057 g (~0.773 ozt)     |
| Dólar                                | 26.73 g    | 38,1 mm (1,5 plg)    | Ag 99.9%                    | $1            | Plata                           |
| Media águila                         | 8.539 g    | 21,59 mm (0,85 plg)  | Au 90%, Ag 6%, Cu 4%        | $5            | Oro 7.523 g (~0.2418 ozt)       |
| Águila                               | 16.718 g   | 26,92 mm (1,06 plg)  | Au 90%, Ag 6%, Cu 4%        | $10           | Oro 15.05 g (~0.484 ozt)        |
| Moneda bimetálica de águila          | 16.259 g   | 26,92 mm (1,06 plg)  | Au 48%, Pt 48%, aleación 4% | $10           | Oro, platino                    |
| Bullion de oro de la Primera Cónyuge | 14.175 g   | 26,49 mm (1,043 plg) | Au 99.99%                   | $10           | Oro 14.175 g (~0.456 ozt)       |

## Marcas de las casas de moneda
Lista de sucursales actuales y pasadas de la Casa de Moneda de los Estados Unidos y marcas de ceca encontradas en sus monedas:
| Casa de Moneda | Marca de la casa de moneda | Metal acuñado                 | Año  | Estado actual                            |
| -------------- | -------------------------- | ----------------------------- | ---- | ---------------------------------------- |
| Denver         | D                          | Todos                         | 1906 | Abierta                                  |
| Filadelfia     | P o ninguna                | Todos                         | 1792 | Abierta                                  |
| San Francisco  | S                          | Todos                         | 1854 | Abierta (produce principalmente pruebas) |
| West Point     | W o ninguna                | Oro, plata, platino y paladio | 1973 | Abierta (produce principalmente bullion) |
| Carson City    | CC                         | Oro y plata                   | 1870 | Cerrada, 1893                            |
| Charlotte      | C                          | Solo oro                      | 1838 | Cerrada, 1861                            |
| Dahlonega      | D                          | Solo oro                      | 1838 | Cerrada, 1861                            |
| Manila         | M o ninguna                | Todos                         | 1920 | Cerrada, 1922; reabierta 1925–1941       |
| New Orleans    | O                          | Oro y plata                   | 1838 | Cerrada, 1861; reabierta 1879–1909       |

## Monedas obsoletas y canceladas
- Medio centavo: 1⁄2¢, 1793–1857
- Centavo centro de plata: 1¢, 1792 (no circuló)
- Gran centavo: 1¢, 1793–1857
- Centavo anular: 1¢, 1850–1851, 1853, 1884–1885 (no circuló)
- Dos centavos de billón: 2¢, 1836 (no circuló)
- Dos centavos de bronce: 2¢, 1863–1873
- Tres centavos de bronce: 3¢, 1863 (no circuló)
- Tres centavos de níquel: 3¢, 1865–1889
- Trime (Tres centavos de plata): 3¢, 1851–1873
- Medio diez centavos: 5¢, 1792–1873
- Pieza de veinte centavos: 20¢, 1875–1878
- Dólar de plata: $1,00, 1878–1904, 1921-28, 1934-1935
- Dólar de oro: $1,00, 1849–1889 (algunas conmemorativas tempranas se acuñaron en esta denominación)
- Águila de cuarto: $2,50, 1792–1929 (algunas conmemorativas tempranas se acuñaron en esta denominación)
- Pieza de tres dólares: $3,00, 1854–1889
- Stella: $4,00, 1879–1880 (no circuló)
- Media águila: $5,00, 1795–1929 (algunas conmemorativas modernas se acuñan en esta denominación)
- Águila: $10,00, 1795–1933 (algunas conmemorativas modernas se acuñan en esta denominación)
- Águila Doble: $20,00, 1849–1933
- Medio unión: $50,00, 1877 (no circuló, algunas conmemorativas tempranas se acuñaron en esta denominación)
- Unión: $100,00 (planeada pero no acuñada, algunas conmemorativas modernas se acuñan en esta denominación)

La ley que rige las monedas obsoletas, mutiladas y desgastadas, incluyendo tipos que ya no se producen (por ejemplo, centavos indios), se encuentra en 31 U.S.C. § 5120.
Nota: Es un error común pensar que la nomenclatura basada en «águila» para las monedas de oro de EE. UU. era solo jerga. La «águila», «media águila» y «cuarto de águila» recibieron específicamente estos nombres en el Ley de Acuñación de 1792. Asimismo, la doble águila fue creada específicamente con ese nombre («Acta para autorizar la acuñación de dólares de oro y Águilas Dobles», título y sección 1, 3 de marzo de 1849).

## Monedasmill
Aunque el término mil (también mill o mille) se definió en el siglo XVIII como 1⁄1,000 de un dólar o 0,1¢, nunca se ha acuñado oficialmente una moneda menor a 0,5¢ en EE. UU. Sin embargo, monedas mill no oficiales, también llamadas «décimo de centavo» o «monedas de ayuda fiscal», hechas de diversos materiales—plástico, madera, estaño y otros—fueron producidas hasta la década de 1960 por algunos estados, localidades y negocios privados para pagos de impuestos y para dar cambio en compras pequeñas.

## Protecciones legales
La alteración o aligeramiento de monedas de EE. UU. con fines fraudulentos es ilegal. Generalmente es legal fundir monedas para usar sus metales constituyentes, pero el Departamento del Tesoro ha prohibido ocasionalmente la fundición y exportación masiva cuando el valor del metal excede el valor nominal de la moneda. Esto ocurrió de 1967 a 1969 para monedas de plata, de 1974 a 1978 para centavos, y desde 2006 para centavos y níqueles. El uso de prensas de monedas elongadas se considera legal porque no tiene fines fraudulentos.